# Mallota dusmeti
Mallota dusmeti är en tvåvingeart som beskrevs av Andreu 1926. Mallota dusmeti ingår i släktet hålblomflugor, och familjen blomflugor.
Artens utbredningsområde är Spanien. Inga underarter finns listade i Catalogue of Life.